# Bromus biebersteinii
Bromus biebersteinii är en gräsart som beskrevs av Johann Jakob Roemer och Schult.. Bromus biebersteinii ingår i släktet lostor, och familjen gräs. Inga underarter finns listade i Catalogue of Life.